# Federico Macheda
Federico Macheda (Roma, 22 agosto 1991) è un calciatore italiano, attaccante dell'Asteras Tripolīs.

## Caratteristiche tecniche
Macheda è un attaccante polivalente  – in grado di agire da centravanti, seconda punta o trequartista  – in possesso di discrete doti tecniche a cui abbina buoni mezzi fisici.
Nel 2010 è stato inserito nella lista dei migliori calciatori nati dopo il 1989 stilata da Don Balón.

## Carriera

### Club

#### Manchester United, Sampdoria e QPR
Muove i suoi primi passi nel settore giovanile della Lazio. Vista l'impossibilità delle società italiane di far sottoscrivere contratti professionistici a giocatori sotto i sedici anni, il 16 settembre 2007 firma un triennale da 65.000 euro a stagione con il Manchester Utd.
Esordisce in Premier League, sotto la guida di Alex Ferguson, il 5 aprile 2009 a 17 anni, in Manchester United-Aston Villa (3-2), subentrando al 61' al posto di Nani e segnando allo scadere il goal vittoria. Mette a segno un'altra rete – da subentrato, appena 46" dopo il suo ingresso in campo – l'11 aprile contro il Sunderland, realizzando la rete che consente allo United di vincere 2-1. A fine stagione vince il campionato.
Il 3 novembre 2009 esordisce in UEFA Champions League contro il CSKA Mosca (3-3), gara che sancisce il passaggio dello United agli ottavi.
L'8 gennaio 2011 si trasferisce in prestito alla Sampdoria. Esordisce in Serie A il 9 gennaio in Sampdoria-Roma (2-1), subentrando al 77' al posto di Nicola Pozzi. Termina la stagione – conclusa con la retrocessione in Serie B – segnando una sola rete, ai danni dell'Udinese in Coppa Italia.
Il 2 gennaio 2012 passa in prestito al QPR. Con i londinesi gioca solo tre gare in campionato e tre in FA Cup.

#### Stoccarda, Doncaster e Birmingham City
Il 24 gennaio 2013 passa in prestito allo Stoccarda. Esordisce in Bundesliga il 2 febbraio contro il Fortuna Düsseldorf, subentrando nella ripresa al posto di Tamás Hajnal.
Il 16 settembre 2013 passa in prestito al Doncaster. Il 31 gennaio 2014 passa in prestito al Birmingham City. Esordisce con i Blues il giorno successivo contro il Derby County, subentrando al 60' al posto di Lee Novak e segnando allo scadere la rete del definitivo 3-3. Termina la stagione segnando 10 reti in 18 presenze. 

#### Cardiff City, Nottingham Forest e Novara
Il 27 maggio 2014 passa a parametro zero al Cardiff City, che l'11 marzo 2016 lo cede in prestito al Nottingham Forest. Libero da vincoli contrattuali, il 14 dicembre 2016 firma un contratto di un anno e mezzo con il Novara, in Serie B. Sceglie la maglia numero 10. Con i piemontesi gioca due stagioni realizzando 10 gol in 51 partite, più il gol nell'unica gara di Coppa Italia al secondo turno contro il Piacenza.

#### Panathīnaïkos
Il 3 settembre 2018 passa a parametro zero al Panathīnaïkos, firmando un triennale. Il 27 agosto 2020 rinnova il proprio contratto fino al 2023. Il 19 dicembre 2021, in occasione della partita di campionato disputata contro il PAS Giannina (vinta per 2-0), raggiunge le 100 presenze con la maglia del club greco, diventando il tredicesimo giocatore straniero a centrare l'obiettivo. Tra febbraio ed aprile resta fuori due mesi per un infortunio all'articolazione della caviglia. Con i biancoverde vince anche una Coppa di Grecia nella stagione 2021-2022.

#### Ankaragücü , APOEL Nicosia ed Asteras Tripoli
Il 13 luglio 2022 firma un contratto biennale con l'Ankaragücü, squadra della massima divisione turca. Esordisce nel pareggio interno per 0-0 contro il Konyaspor nell'agosto successivo. Il 24 gennaio 2023 passa in prestito all'APOEL, squadra cipriota, fino al termine della stagione. Con il club di Nicosia, centra un 2º posto finale, sconfitto nella poule scudetto solo dall'Arīs Limassol. Terminato il prestito, nel giugno 2023 rientra in Turchia. Stavolta riesce a realizzare i primi gol in serie A turca con la casacca gialloblu, suo il 3-0 finale contro il Kayserispor e il 2-0 finale contro il Fatih Karagümrük. A fine campionato resta svincolato.
Il 1 ottobre 2024 firma un contratto con il club greco dell'Asteras Tripolis, tornando dopo due anni in Souper Ligka Ellada . 

### Nazionale
Conta diverse apparizioni con le selezioni giovanili azzurre. Nel periodo 2009-2011, con la selezione Under 21 ha anche realizzato 4 reti (una doppietta contro la Turchia, un rigore contro l'Inghilterra e un'altra rete contro la Svezia). Si è classificato 3° con la selezione italiana al Torneo di Tolone 2011.

## Statistiche

### Presenze e reti nei club
Statistiche aggiornate al 28 gennaio 2025.
| Stagione                 | Squadra                  | Campionato               | Campionato | Campionato | Coppe nazionali | Coppe nazionali | Coppe nazionali | Coppe continentali | Coppe continentali | Coppe continentali | Altre coppe | Altre coppe | Altre coppe | Totale | Totale |
| Stagione                 | Squadra                  | Comp                     | Pres       | Reti       | Comp            | Pres            | Reti            | Comp               | Pres               | Reti               | Comp        | Pres        | Reti        | Pres   | Reti   |
| ------------------------ | ------------------------ | ------------------------ | ---------- | ---------- | --------------- | --------------- | --------------- | ------------------ | ------------------ | ------------------ | ----------- | ----------- | ----------- | ------ | ------ |
| 2008-2009                | Manchester Utd           | PL                       | 4          | 2          | FACup+CdL       | 1+0             | 0               | UCL                | 0                  | 0                  | CS+SU+Cmc   | 0           | 0           | 5      | 2      |
| 2009-2010                | Manchester Utd           | PL                       | 5          | 1          | FACup+CdL       | 0+3             | 0               | UCL                | 2                  | 0                  | CS          | 0           | 0           | 10     | 1      |
| 2010-gen. 2011           | Manchester Utd           | PL                       | 7          | 1          | FACup+CdL       | 0+3             | 0               | UCL                | 2                  | 0                  | CS          | 0           | 0           | 12     | 1      |
| gen.-giu. 2011           | Sampdoria                | A                        | 14         | 0          | CI              | 2               | 1               | -                  | -                  | -                  | -           | -           | -           | 16     | 1      |
| 2011-gen. 2012           | Manchester Utd           | PL                       | 3          | 0          | FACup+CdL       | 0+2             | 1               | UCL                | 1                  | 0                  | CS          | 0           | 0           | 6      | 1      |
| gen.-giu. 2012           | QPR                      | PL                       | 3          | 0          | FACup+CdL       | 3+0             | 0               | -                  | -                  | -                  | -           | -           | -           | 6      | 0      |
| 2012-gen. 2013           | Manchester Utd           | PL                       | 0          | 0          | FACup+CdL       | 0+1             | 0               | UCL                | 2                  | 0                  | -           | -           | -           | 3      | 0      |
| Totale Manchester United | Totale Manchester United | Totale Manchester United | 19         | 4          |                 | 10              | 1               |                    | 7                  | 0                  |             | 0           | 0           | 36     | 5      |
| gen.-giu. 2013           | Stoccarda                | BL                       | 14         | 0          | CG              | 1               | 0               | UEL                | 3                  | 0                  | -           | -           | -           | 18     | 0      |
| 2013-gen. 2014           | Doncaster                | FLC                      | 15         | 3          | FACup+CdL       | 0               | 0               | -                  | -                  | -                  | -           | -           | -           | 15     | 3      |
| gen.-giu. 2014           | Birmingham City          | FLC                      | 18         | 10         | FACup+CdL       | 0               | 0               | -                  | -                  | -                  | -           | -           | -           | 18     | 10     |
| 2014-2015                | Cardiff City             | FLC                      | 21         | 6          | FACup+CdL       | 2+2             | 0+2             | -                  | -                  | -                  | -           | -           | -           | 25     | 8      |
| 2015-mar. 2016           | Cardiff City             | FLC                      | 6          | 0          | FACup+CdL       | 1+1             | 0               | -                  | -                  | -                  | -           | -           | -           | 8      | 0      |
| Totale Cardiff City      | Totale Cardiff City      | Totale Cardiff City      | 27         | 6          |                 | 6               | 2               |                    | -                  | -                  |             | -           | -           | 33     | 8      |
| mar.-giu. 2016           | Nottingham Forest        | FLC                      | 3          | 0          | FACup+CdL       | -               | -               | -                  | -                  | -                  | -           | -           | -           | 3      | 0      |
| 2016-2017                | Novara                   | B                        | 21         | 7          | CI              | 0               | 0               | -                  | -                  | -                  | -           | -           | -           | 21     | 7      |
| 2017-2018                | Novara                   | B                        | 30         | 3          | CI              | 1               | 1               | -                  | -                  | -                  | -           | -           | -           | 31     | 4      |
| Totale Novara            | Totale Novara            | Totale Novara            | 51         | 10         |                 | 1               | 1               |                    | -                  | -                  |             | -           | -           | 52     | 11     |
| 2018-2019                | Panathīnaïkos            | SL                       | 26         | 10         | CG              | 2               | 1               | -                  | -                  | -                  | -           | -           | -           | 28     | 11     |
| 2019-2020                | Panathīnaïkos            | SL                       | 23+10      | 12+2       | CG              | 4               | 1               | -                  | -                  | -                  | -           | -           | -           | 37     | 15     |
| 2020-2021                | Panathīnaïkos            | SL                       | 21+10      | 5+4        | CG              | 2               | 1               | -                  | -                  | -                  | -           | -           | -           | 33     | 10     |
| 2021-2022                | Panathīnaïkos            | SL                       | 13+3       | 3          | CG              | 2               | 1               | -                  | -                  | -                  | -           | -           | -           | 18     | 4      |
| Totale Panathinaikos     | Totale Panathinaikos     | Totale Panathinaikos     | 106        | 36         |                 | 10              | 4               |                    | -                  | -                  |             | -           | -           | 116    | 40     |
| 2022-gen. 2023           | Ankaragücü               | SL                       | 11         | 0          | TK              | 2               | 1               | -                  | -                  | -                  | -           | -           | -           | 13     | 1      |
| gen.-giu. 2023           | APOEL                    | A                        | 6+9        | 2          | CC              | 2               | 0               | UECL               | -                  | -                  | -           | -           | -           | 17     | 2      |
| 2023-2024                | Ankaragücü               | SL                       | 21         | 3          | TK              | 7               | 2               | -                  | -                  | -                  | -           | -           | -           | 28     | 5      |
| Totale Ankaragücü        | Totale Ankaragücü        | Totale Ankaragücü        | 32         | 3          |                 | 9               | 3               |                    | -                  | -                  |             | -           | -           | 41     | 6      |
| 2024-2025                | Asteras Tripolīs         | SL                       | 14         | 6          | CG              | 3               | 1               | -                  | -                  | -                  | -           | -           | -           | 17     | 7      |
| Totale carriera          | Totale carriera          | Totale carriera          | 331        | 80         |                 | 47              | 13              |                    | 10                 | 0                  |             | 0           | 0           | 387    | 93     |

### Cronologia presenze e reti in nazionale
| Cronologia completa delle presenze e delle reti in nazionale ― Italia under 21 | Cronologia completa delle presenze e delle reti in nazionale ― Italia under 21 | Cronologia completa delle presenze e delle reti in nazionale ― Italia under 21 | Cronologia completa delle presenze e delle reti in nazionale ― Italia under 21 | Cronologia completa delle presenze e delle reti in nazionale ― Italia under 21 | Cronologia completa delle presenze e delle reti in nazionale ― Italia under 21 | Cronologia completa delle presenze e delle reti in nazionale ― Italia under 21 | Cronologia completa delle presenze e delle reti in nazionale ― Italia under 21 |
| Data                                                                           | Città                                                                          | In casa                                                                        | Risultato                                                                      | Ospiti                                                                         | Competizione                                                                   | Reti                                                                           | Note                                                                           |
| ------------------------------------------------------------------------------ | ------------------------------------------------------------------------------ | ------------------------------------------------------------------------------ | ------------------------------------------------------------------------------ | ------------------------------------------------------------------------------ | ------------------------------------------------------------------------------ | ------------------------------------------------------------------------------ | ------------------------------------------------------------------------------ |
| 12-8-2009                                                                      | San Pietroburgo                                                                | Russia under 21                                                                | 3 – 2                                                                          | Italia under 21                                                                | Amichevole                                                                     | -                                                                              |                                                                                |
| 4-9-2009                                                                       | Swansea                                                                        | Galles under 21                                                                | 2 – 1                                                                          | Italia under 21                                                                | Qual. Europeo Under-21 2011                                                    | -                                                                              | 75’                                                                            |
| 13-10-2009                                                                     | Mantova                                                                        | Italia under 21                                                                | 1 – 1                                                                          | Bosnia ed Erzegovina under 21                                                  | Qual. Europeo Under-21 2011                                                    | -                                                                              | 68’                                                                            |
| 11-8-2010                                                                      | Viareggio                                                                      | Italia under 21                                                                | 2 – 2                                                                          | Danimarca under 21                                                             | Amichevole                                                                     | -                                                                              | 46’                                                                            |
| 17-11-2010                                                                     | Fermo                                                                          | Italia under 21                                                                | 2 – 1                                                                          | Turchia under 21                                                               | Amichevole                                                                     | 2                                                                              | 60’                                                                            |
| 8-2-2011                                                                       | Empoli                                                                         | Italia under 21                                                                | 1 – 0                                                                          | Inghilterra under 21                                                           | Amichevole                                                                     | 1                                                                              |                                                                                |
| 24-3-2011                                                                      | Reggio Emilia                                                                  | Italia under 21                                                                | 3 – 1                                                                          | Svezia under 21                                                                | Amichevole                                                                     | 1                                                                              | 75’                                                                            |
| 29-3-2011                                                                      | Kassel                                                                         | Germania under 21                                                              | 2 – 2                                                                          | Italia under 21                                                                | Amichevole                                                                     | -                                                                              | 75’                                                                            |
| 13-4-2011                                                                      | Padova                                                                         | Italia under 21                                                                | 2 – 0                                                                          | Russia under 21                                                                | Amichevole                                                                     | -                                                                              | 72’                                                                            |
| 10-8-2011                                                                      | Varese                                                                         | Italia under 21                                                                | 1 – 1                                                                          | Svizzera under 21                                                              | Amichevole                                                                     | -                                                                              | 46’                                                                            |
| Totale                                                                         |                                                                                | Presenze                                                                       | 10                                                                             |                                                                                | Reti                                                                           | 4                                                                              |                                                                                |

## Palmarès

### Club

#### Competizioni nazionali
- Campionato inglese: 1

Manchester United: 2008-2009
- Coppa di Lega inglese: 1

Manchester United: 2009-2010
- Community Shield: 1

Manchester United: 2010
- Coppa di Grecia: 1

Panathinaikos: 2021-2022

#### Competizioni internazionali
- Coppa del mondo per club: 1

Manchester United: 2008